# Perfektes Verbrechen
Als perfekte Verbrechen werden Delikte bezeichnet, die unentdeckt bleiben oder niemandem eindeutig zugeordnet werden können. Sie sind daher unaufgeklärt oder nicht lösbar. Verwendung findet der Begriff vor allem in der Alltagssprache. Eine klare Begriffsabgrenzung gibt es nicht, was eine Straftat „perfekt“ macht. Manche vertreten die Ansicht, dass eine Tat, die man als Verbrechen bezeichnet, kein perfektes Verbrechen mehr sein kann.

## Verbrechen, die nicht verfolgt werden können
Im Jahr 2005 argumentierte der Jurist Brian C. Kalt von der Michigan State University, wie durch das Ausnutzen von rechtlichen Schlupflöchern ein perfektes Verbrechen ermöglicht werden könnte: Es gebe eine Klausel der Verfassung der Vereinigten Staaten, die besagt, dass die Geschworenen aus der Bevölkerung des Gerichtsbezirks auszuwählen seien, in dem das Verbrechen begangen wurde. Ein Teil des Yellowstone Nationalparks liegt nun im Staat Idaho. Der ganze Nationalpark aber ist einem Gericht in Wyoming unterstellt. Da der Teil des Nationalparks in Idaho unbewohnt ist, können auch keine Geschworenen ausgewählt werden, die über Fälle in diesem Gerichtsbezirk entscheiden könnten. Dementsprechend könne niemand verurteilt werden, wenn er ein Verbrechen an diesem Ort begeht. Aus einer ähnlichen Überlegung wurde Buffalo County in Nevada 1989 aufgelöst: Das County war unbewohnt und keinem Gerichtsbezirk zugeordnet. Es war daher nicht möglich, Gerichtsverfahren nach dem Gesetz von Nevada durchzuführen.

## Beispiele aus dem Alltag
Im März 2009 wurden in Deutschland Juwelen im Wert von 6,8 Millionen Dollar gestohlen. Der Täter hinterließ zwar einen genetischen Fingerabdruck, aber es war dennoch nicht möglich, den Fall vor Gericht zu bringen, denn der Fingerabdruck konnte eineiigen Zwillingen zugeordnet werden. Beide Zwillinge stritten jedoch ab, in den Fall involviert zu sein. Die Polizei konnte daher keinen eindeutigen Nachweis erbringen, da sie nicht nachweisen konnte, welcher der beiden das Verbrechen begangen hatte. Ähnliche Fälle sind jene eineiigen Zwillinge, die 2005 in Boston Vergewaltigungen begangen hatten, oder ein Fall von Drogenschmuggel in Malaysia aus dem Jahr 2009. Auch der sogenannte Opernhausraub 1987 in Indien, der durch Männer begangen wurde, die sich als CBI-Angestellte ausgaben, wird als perfektes Verbrechen beschrieben.

## Links zu anderen Webseiten
- Horizon – How to commit the perfect Murder. In: BBC TV/Radio. 10. April 2007, abgerufen am 5. September 2019 (englisch).